# Binduga (Wołyń)
Binduga lub Biendiuga, Binduha – nieistniejąca obecnie wieś, do 1939 roku znajdująca się w Polsce, w województwie wołyńskim, w powiecie lubomelskim w gminie Bereźce. 
Binduha była wsią starostwa dubieńskiego, położoną w XVIII wieku w województwie bełskim.

## Nazwa
Binduga lub: Biendiuga, Binduha, Bendiuga.

## Położenie, historia
Wieś była położona nad Bugiem, na terenie obecnego rejonu lubomelskiego, w obwodzie wołyńskim, na Ukrainie. Mieszkańcy wsi zostali w 1940 roku wysiedleni przez Sowietów. Na terenie byłej wsi zachował się cmentarz, na którym znajduje się około 15 nagrobków i krzyży z okresu lat 1896–1934. We wsi była parafia pw. św, Mikołaja.